# Lindt
A Lindt egy svájci cég, amely elsősorban trüffeljeiről és táblás csokoládéijairól ismert. Szülőhazájának, Svájcnak az egyik legjelentősebb csokoládégyártó cége. A cég teljes neve Lindt & Sprüngli, de Lindt néven üzletel.

## A cég története

### A Lindt & Sprüngli előtt

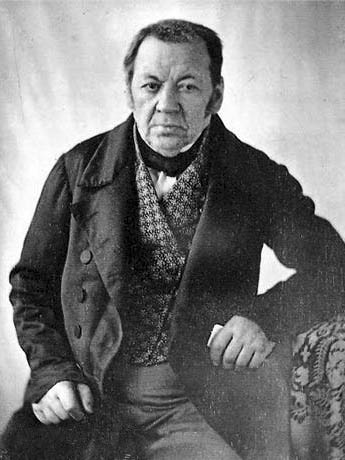
David Sprüngli

Zürich óvárosában, Svájc német ajkú területén, David Sprüngli és fia apró cukrászdájukban elkészítették a legelső szilárd táblás csokoládét, amely azonnal hatalmas sikert aratott.
Sprüngli vállalkozásának gyors növekedése miatt 1847-ben Sprüngli megnyitotta a Schleiftobel gyárat Horgenben.
Sprüngli 1859-ben megnyitotta második cukrászdáját, a mai nap is ismert Confiserie Sprünglit a Paradeplatzon, szintén Zürichben. Elegáns belső tere nagyon tetszett a helyieknek, és közkedvelt találkozóhellyé vált.

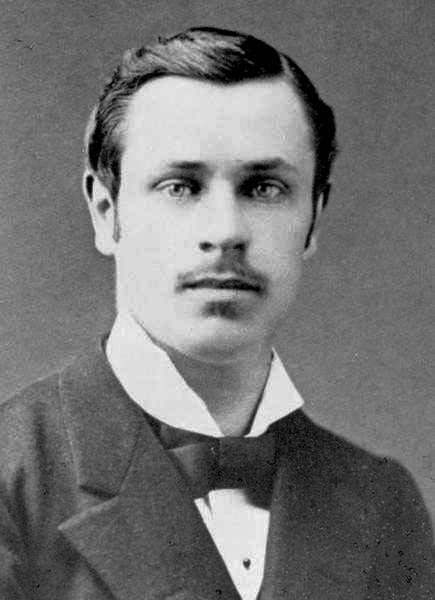
Rodolphe Lindt

1879-ben sok minden megváltozott a csokoládé történelmében. Nem sokkal a nyitás után Lindt csokoládévállalata kemény és keserű csokoládét állított elő, de Lindt nem tántorodott attól vissza, hogy tovább kísérletezzen. A gyárban az egyik éjszakára elfelejtette kikapcsolni a konsírozógépet (a konsírozás egy olyan folyamat, amikor meleg állapotban folyamatosan keverik a csokoládét), és így egész éjjel, majd egész hétvégén a gép konsírozta a csokoládét, így született meg a krémes Lindt csokoládé.
1892-ben David Sprüngli-Ammann (Sprüngli fia) visszavonult, és fiai, Johann Rudolf Sprüngli és David Robert Sprüngli között szétosztotta a vállalatot, Johann kapta meg a gyárat, míg David a két cukrászdát.

### A Lindt & Sprüngli születése
Amikor Lindt 1879-ben egy véletlen folyamán rájött a krémesen lágy csokoládé készítésének titkára, Sprüngli is tudomást szerzett erről a hírről. A két család legelőször csak 1899-ben találkozott. Johann Rudolf Sprüngli éppen ezekben az időkben épített fel egy nagyobb gyárat Kilchbergben, amely ma a cég központjaként működik. Bernben Lindt apró és elavult termelőteljesítménye nem volt elég arra a keresletre, amit kiváltott a csokoládéjával. Sprüngli óriási összeget (1,5 millió aranyfrankot) ajánlott Lindtnek a titkos receptjére és teljes személyzetére. Lindt csak úgy ment ebbe bele, hogy maradjon beleszólása a vállalat ügyeibe, így született meg a ma is működő Lindt & Sprüngli.

### A Lindt & Sprüngli születése után
Az első világháború ellenére a svájci csokoládéipar virágzott, és a Lindt & Sprünglinek fontos szerepe volt ebben. 1915-re a termékek nagy része exportra került. A második világháború a minőség elvesztése nélkül sikerült átvészelnie, emiatt a kitartás miatt történhetett meg, hogy a háború és egyben a 100 éves évforduló után is sikeresen és gyorsan kerültek eladásra a termékek. A 20. század második felében több svájci és külföldi csokoládégyárat felvásárolt a Lindt & Sprüngli. Sikerült betörniük Ázsia és az USA piacaira is. 2013-ban a Lindt & Sprüngli megalapította a Lindt Cocoa Foundation alapítványt a csokoládégyártáshoz kapcsolódó szociális és ökológiai környezet védelme érdekében.

## Néhány termék

### Lindor
A Lindor egy golyó alakú trüffel, amely kívül roppanós, belül folyós. Több ízben létezik.
A Lindort 1949-ben készítették először, de ez eleinte táblás formában volt kapható, és 20 év múlva született meg a mai formája.

### Excellence
A Lindt Excellence exkluzív ízekben kapható és lágy állagú táblás csokoládé.

### Sensation
A Lindt Sensation aszalt gyümölcsök étcsokis bevonattal, de létezik ropogós töltelékes és popcornos belsejű Lindt Sensation is.

### Arany nyúl
A Lindt arany nyúl 1952-ben jelent meg először a polcokon. Az egyik Lindt csokoládémester lánya adta az ötletet, amelyet aztán arany fóliával csomagoltak be, és a nyakára piros szalagot raktak, amelyen egy kis csengő lógott. Ezt a terméket húsvét és környékén szokták árulni.

### Egyéb termékek
Egyéb termékek, például a ropogós belsejű Les Grandes, a Creation, amelyek híres desszertekről mintázott csokoládék és a mogyorós, ropogós Nuxor.

## Logó
A cég magyarázata szerint a dőlt betű az olvasztott csokoládé folyását szimbolizálja. A jobb oldalon látható sárkány ügyel arra, hogy a csokoládé ne folyhasson túl, valamint gondoskodik arról, hogy minden ellenőrzött és prémium maradjon.

## Gyárak
A Lindtnek 12 gyára van. 2020 óta Kilchberg gyára, amely egyben a Lindt & Sprüngli első gyára is, egy látogatóközpontot és múzeumot is magában foglal, ebben a múzeumban található a világ legnagyobb csokoládé szökőkútja.

## Lindt kávézók és üzletek
A Lindt több mint 410 kávézót és üzletet nyitott világszerte. A kávézók étlapjain leginkább csokoládék és egyéb desszertek vannak.

## Kritika
2017. szeptemberében a Mighty Earth civil szervezet megállapította, hogy a Lindt és más nagyobb csokoládégyártó cégek kakaójának nagy részét illegálisan termesztették Elefántcsontpart és Ghána nemzeti parkjaiban és egyéb védett területein.
A Consumer Reports Ólom és kadmium lehet az étcsokoládéjában című tanulmánya szerint 2022 decemberében a Lindt egyike volt azoknak az étcsokoládéknak, amelyeknek nagy mennyiségű ólmot és kadmiumot tartalmaztak.